# Ruisseau du Vergnet
Le ruisseau du Vergnet est une rivière du sud de la France. C'est un affluent direct du Tarn en rive gauche, donc un sous-affluent de la Garonne.

## Géographie
De 11 km de longueur, le ruisseau du Vergnet prend sa source commune de Montech se jette dans le Tarn à Montauban.

### Communes et cantons traversés
- Tarn-et-Garonne : Labastide-Saint-Pierre, Montech, Montbartier, Bressols, Montauban.

## Principaux affluents
- Ruisseau des Combes : 2,3 km
- Ruisseau de Brial : 6 km